# Yvonne Herman (poétesse)
Yvonne Herman, né le 25 octobre 1889 à Haine-Saint-Pierre (province de Hainaut) et morte le 29 mars 1964 à Bruxelles, est un poétesse belge d'expression française.

## Biographie
Yvonne Herman, née le 25 octobre 1889 à Haine-Saint-Pierre, est la fille de Raimond Herman, docteur en médecine, et d'Elmire de Guyon. Elle a épousé René Gilson. Ils ont eu une fille, Minose qui lui a inspiré nombre de ses poèmes, empreints d'amour maternel et un petit-fils, Claude, qui lui a inspiré son ouvrage, Petit Enfant, mon grand Amour .
Son premier recueil de poésie paraît en 1914, Croquis et thèmes, qui inaugure une suite d'ouvrages où elle ouvre son cœur avec sincérité et sensibilité. Elle trouve son inspiration dans ses souvenirs et ses nostalgies.
Ses recueils expriment également sa communion avec la nature, la tendresse pour les êtres chers, la résignation et la tristesse transcendées par l'amitié et l'amour familial qu'il soit conjugal ou maternel.
Selon elle : « [...] Le temps n'use pas les amours fidèles, je crois pour nous deux pour l'éternité. »

## Sélection d'œuvres
Recueils de poèmes :
- Croquis et thèmes, 1914 ;

- La Triste Allégresse , Éd. Toussaint, 1920 ;
- Le Buis mouillé, 1922 ;
- De Sauge, de Bruyère et de Roses, Éd. La Renaissance d'Occident, 1923 ;
- L'Été du cœur, La Revue sincère, Bruxelles, 1928 ;
- Le Rossignol de Muraille, Éd. La Renaissance d'Occident, 1924 ;
- Notre Raymond ;
- Petit Enfant, mon grand Amour, Éd. Rouge Gorge, Bruxelles, 1951  ;
- Absences ;
- Chanson du Soir.

## Distinctions et hommages
- Prix de la Renaissance d'Occident en 1922 pour le recueil de poésie Le Buis mouillé.
- Prix du Hainaut en 1933.
- Prix Bouvier-Parvillez décerné par l'Académie royale de langue et de littérature française pour l'ensemble de son œuvre poétique en 1953[3].